# Leucanimorpha disjuncta
Leucanimorpha disjuncta is een vlinder uit de familie spinneruilen (Erebidae). De wetenschappelijke naam is voor het eerst geldig gepubliceerd in 1870 door Walker.
De soort komt voor in tropisch Afrika.